# تتسو هارا
تتسو هارا (انگلیسی: Tetsuo Hara؛ زادهٔ ۲ سپتامبر ۱۹۶۱) مانگاکا اهل ژاپن است. وی از سال ۱۹۸۲ میلادی تاکنون مشغول فعالیت بوده است.